# Hélène Bouchiat
Hélène Bouchiat (* 8. Mai 1958) ist eine französische Physikerin.

## Leben
Bouchiat, die Tochter der Physiker Marie-Anne Bouchiat und Claude Bouchiat,  studierte 1977 bis 1981 an der École normale des jeunes filles und wurde 1986 am Labor für Festkörperphysik der Universität Paris-Süd in Orsay bei Philippe Monod promoviert (Transition du verre de spin : comportement critique et bruit magnétique). Als Post-Doktorandin war sie an den Bell Laboratories. 1988 war sie wieder am Labor für Festkörperphysik in Orsay, wo sie Directeur de recherche des CNRS wurde. 
Sie untersucht Quantentransport in mesoskopischen Systemen wie Kohlenstoff-Nanoröhren und DNA und molekulare Elektronik. Zum Beispiel untersuchte sie den Josephson-Effekt von Kohlenstoff-Nanoröhren und von Graphen. An den Bell Laboratorien fand sie Ende der 1980er Jahre Hinweise auf permanente Ströme in kleinen (mesoskopischen) Leiteringen in magnetischen Feldern in Form eines Flussquants (ohne Supraleitung). Dies ist, wie sich später herausstellte, auf den Aharonov-Bohm-Effekt zurückzuführen.
2010 wurde sie Mitglied der Académie des sciences. 1987 erhielt sie die Bronzemedaille und 2007 die Silbermedaille des CNRS und 1998 den Prix Jaffé. Sie ist im wissenschaftlichen Rat des CEA.

## Schriften (Auswahl)
- mit L. P. Lévy, G. Dolan, J. Dunsmuir: Magnetization of mesoscopic copper rings: Evidence for persistent currents, Phys. Rev. Lett.,  Band 64, 1990, S. 2074–2077, PMID 10041570
- mit A. Yu Kasumov, M. Kociak, S. Guéron et B. Reulet: Proximity-Induced Superconductivity in DNA, Science, Band 291, 2001, S. 280–282
- mit  A. Yu Kasumov, R. Deblock, M. Kociak, B. Reulet: Supercurrents Through Single-Walled Carbon Nanotubes, Science, Band 284,1999, S. 1508–1511
- mit A. Shailos, W. Nativel, A. Kasumov, C. Collet: Proximity effect and multiple Andreev reflections in few-layer graphene, EPL (Europhysics Letters), Band 79, 2007, S. 57008
- mit Chuan Li u. a.: Magnetic field resistant quantum interferences in Josephson junctions based on bismuth nanowires, Physical Review B, Band 90, 2014, S. 245427 Arxiv